# Englische Badmintonmeisterschaft 2013
Die Englische Badmintonmeisterschaft 2013  fand vom 1. bis zum 3. Februar 2013 im Manchester National Cycling Centre in Manchester statt.

## Medaillengewinner
| Disziplin    | Gold                          | Silber                             | Bronze                           |
| ------------ | ----------------------------- | ---------------------------------- | -------------------------------- |
| Herreneinzel | Rajiv Ouseph                  | Carl Baxter                        | Jamie Bonsels                    |
| Herreneinzel | Rajiv Ouseph                  | Carl Baxter                        | Joshua Green                     |
| Dameneinzel  | Sarah Walker                  | Fontaine Chapman                   | Panuga Riou                      |
| Dameneinzel  | Sarah Walker                  | Fontaine Chapman                   | Sarah Milne                      |
| Herrendoppel | Chris Langridge Peter Mills   | Chris Adcock Marcus Ellis          | Carl Baxter Rajiv Ouseph         |
| Herrendoppel | Chris Langridge Peter Mills   | Chris Adcock Marcus Ellis          | Ryan McCarthy Tom Wolfenden      |
| Damendoppel  | Lauren Smith Gabrielle White  | Mariana Agathangelou Heather Olver | Jessica Fletcher Alyssa Lim      |
| Damendoppel  | Lauren Smith Gabrielle White  | Mariana Agathangelou Heather Olver | Alexandra Langley Jenny Wallwork |
| Mixed        | Chris Langridge Heather Olver | Marcus Ellis Alyssa Lim            | Ben Stawski Lauren Smith         |
| Mixed        | Chris Langridge Heather Olver | Marcus Ellis Alyssa Lim            | Chris Adcock Gabrielle White     |

## Finalergebnisse
| Disziplin    | Sieger                        | Finalist                           | Ergebnis            |
| ------------ | ----------------------------- | ---------------------------------- | ------------------- |
| Herreneinzel | Rajiv Ouseph                  | Carl Baxter                        | 21–13, 21–15        |
| Dameneinzel  | Sarah Walker                  | Fontaine Chapman                   | 11–21, 21–18, 21–18 |
| Herrendoppel | Chris Langridge Peter Mills   | Chris Adcock Andrew Ellis          | 13–21, 21–16, 22–20 |
| Damendoppel  | Gabrielle Adcock Lauren Smith | Mariana Agathangelou Heather Olver | 21–9, 11–5 ret      |
| Mixed        | Chris Langridge Heather Olver | Marcus Ellis Alyssa Lim            | 21–14, 24–22        |